# Leopold von Buch (General)
Leopold Ernst Philipp Friedrich von Buch (* 9. März 1852 in Schwerin; † 14. Januar 1919 ebenda) war ein preußischer Generalmajor und Kommandeur der 22. Kavallerie-Brigade.

## Leben

### Herkunft
Leopold war ein Sohn des mecklenburgischen Oberst a. D. Helmut von Buch (1814–1878) und dessen Ehefrau Mathilde, geborene von Koch (1823–1885).

### Militärkarriere
Nach dem Besuch des Gymnasiums in Güstrow studierte Buch an Universität Göttingen Rechtswissenschaften und trat am 12. Oktober 1872 als Fahnenjunker in das Hessische Infanterie-Regiment Nr. 82 der Preußischen Armee. Auf Wunsch seines Vaters ließ er sich Ende August 1873 in das 1. Mecklenburgische Dragoner-Regiment Nr. 17 nach Ludwigslust versetzt und avancierte Mitte Februar 1874 zum Sekondeleutnant. Nach einem Kommando zur Militärturnanstalt diente Buch von Oktober 1879 bis September 1884 als Regimentsadjutant und untersuchungsführender Offizier, stieg zwischenzeitlich zum überzähligen Premierleutnant auf und wurde Mitte Februar 1885 in den Etat des Regiments einrangiert. Zunächst noch ohne Patent wurde Buch am 22. Mai 1859 Rittmeister und Eskadronchef. Das Patent zu seinem Dienstgrad erhielt er am 21. September 1889. Am 17. November 1892 erfolgte seine Versetzung in das Kurmärkische Dragoner-Regiment Nr. 14 nach Colmar sowie Ende Januar 1895 seine Kommandierung als Adjutant beim Generalkommando des IV. Armee-Korps. Unter Belassung in dieser Stellung wurde Buch mit der Beförderung zum Major am 12. September 1895 in das Magdeburgische Dragoner-Regiment Nr. 6 nach Diedenhofen versetzt. Mit der Ernennung zum etatsmäßigen Stabsoffizier im 2. Garde-Ulanen-Regiment trat Buch am 1. April 1898 in den Truppendienst zurück. Am 22. April 1902 wurde Buch als Oberstleutnant nach Württemberg kommandiert und zum Kommandeur des Dragoner-Regiments „König“ (2. Württembergisches) Nr. 26 in Stuttgart ernannt. In dieser Stellung stieg er Mitte März 1905 zum Oberst und wurde am 27. Januar 1907 unter Entbindung von seinem Kommando nach Württemberg zum Kommandeur der 22. Kavallerie-Brigade in Kassel ernannt. Anlässlich des Ordensfestes erhielt Buch im Januar 1909 den Kronen-Orden II. Klasse und avancierte am 27. Januar 1909 zum Generalmajor. Krankheitsbedingt nahm er seinen Abschied und wurde am 16. Juli 1909 unter Verleihung des Roten Adlerordens II. Klasse mit Eichenlaub und mit Pension zur Disposition gestellt. Er starb am 14. Januar 1919 in Schwerin.

### Familie
Buch heiratete am 15. Juni 1889 in Ludwigslust Margarete Gräfin von Bernstorff (1870–1908). Aus der Ehe gingen die Söhne Helmuth (* 1890) und Johann-Georg (* 1891) sowie die Tochter Udi (1899–1945) hervor, die Friedrich Freiherr von Falkenhausen (1902–1971) heiratete.